# Antalaha
Antalaha város és község (Malagaszi nyelven: kaominina) Madagaszkár északi részén. Az Antalahai kerület központja, amely a Sava régión belül található. Antalaha az 5-ös főút mellett található Sambava település után. A község létszáma 34 112 fő volt a 2004-es népszámlálás adatainak becsült értéke alapján.
A városban az alap- és a középfokú oktatási intézmények megtalálhatóak. Egyeteme, Centre Universitaire Régional de la SAVA (CURSA), nem régen nyitotta meg kapuit.
A város éghajlata egyenlítői, amelynek következtében nagyobb esőzések egész évben kialakulhatnak. 

## Fordítás
Ez a szócikk részben vagy egészben  az   Antalaha című angol Wikipédia-szócikk ezen változatának fordításán alapul.  Az eredeti cikk szerkesztőit annak laptörténete sorolja fel. Ez a jelzés csupán a megfogalmazás eredetét és a szerzői jogokat jelzi, nem szolgál a cikkben szereplő információk forrásmegjelöléseként.